# Benjamin Collins Brodie
 (septembre 2022).
Si vous disposez d'ouvrages ou d'articles de référence ou si vous connaissez des sites web de qualité traitant du thème abordé ici, merci de compléter l'article en donnant les références utiles à sa vérifiabilité et en les liant à la section « Notes et références ».
Pour les articles homonymes, voir Brodie.
Benjamin Collins Brodie (8 juin 1783, Winterslow, Wiltshire – 21 octobre 1862), 1er baronnet, physiologiste et chirurgien britannique.

## Biographie
Il reçoit sa première éducation de son père, puis, choisissant la médecine comme profession, il s'installe à Londres en 1801 ou il suit les lectures de John Abernethy. Deux ans plus tard il devient élève de Everard Home à l'hôpital St Georges. En 1808 il est appointé chirurgien assistant dans cette institution ou il travaille durant 30 ans. En 1820 il est élu membre de la Royal Society et contribue pendant les quatre ou cinq années suivantes à plusieurs papiers originaux décrivant ses investigations en physiologie.
Durant cette période il obtient rapidement une large et lucrative pratique de son métier, et de temps en temps il écrit sur des questions de chirurgie, contribuant à de nombreux articles pour la Medical and Chirurgical Society et des journaux médicaux. Son plus important travail est probablement Pathological and Surgical Observations on the Diseases of the Joints - Observations pathologiques et chirurgical des maladies des jointures dans lequel il tente de découvrir l'origine des maladies des différentes tissus formant une articulation et de quantifier les symptômes de douleurs comme évidence d'un trouble organique. Ce travail conduit à l'adoption par les chirurgiens de mesure d'une nature conservative dans les traitements de ces maladies avec pour conséquence la réduction du nombre d'amputation et la sauvegarde de nombreux membres et vie. Brodie écrit aussi sur les maladies des organes urinaires et sur les affections nerveuses locale d'un caractère chirurgical 
En 1854 il publie anonymement un volume de renseignement chirurgicaux ; auquel s'attache un second volume en 1862 dont il est cette fois crédité. Il reçoit de nombreux honneurs durant sa carrière,  chirurgien de Guillaume IV et de la reine Victoria, baronnet en 1834, correspondant de l'institut de France en 1844, Doctor of Laws de l'université d'Oxford en 1855, président de la Royal Society en 1858, médaille Copley en 1811, médaille Royale en 1850, premier président du General Medical Council. Il meurt à Browne Park dans le Surrey le 21 octobre 1862.
Ses travaux, ainsi que son autobiographie ont été publiés en 1865 sous la direction de Charles Hawkins.
Son fils aîné, Benjamin Collins Brodie[réf. souhaitée]
(1817-1880), est professeur de chimie à Oxford en 1865 et est principalement connu pour ses travaux sur les états allotropiques du carbone et pour sa découverte du suboxyde de carbone, C3O2, en 1873.

## Travaux
- (en) Sir Benjamin Brodie, Pathological and Surgical Observations on the Diseases of the Joints, Washington, Stereotyped and published by Duff Green, 1834, 61 p. (lire en ligne).
- (en) Sir Benjamin C. Brodie, Physiological researches, Londres, Longman, Brown, Green, and Longmans, 1851, 146 p. (lire en ligne).

## Sources
- (en) « Brodie, Benjamin Collins », dans Encyclopædia Britannica [détail de l’édition], 1911 (lire sur Wikisource).